# Bergstjärnen (Nedre Ulleruds socken, Värmland)
Bergstjärnen är en sjö i Forshaga kommun i Värmland och ingår i Göta älvs huvudavrinningsområde. Sjön är 2,9 meter djup, har en yta på 0,549 kvadratkilometer och är belägen 56,1 meter över havet. Sjön avvattnas av vattendraget Tångån.

## Delavrinningsområde
Bergstjärnen ingår i det delavrinningsområde (660566-137083) som SMHI kallar för Mynnar i Göta älvs vattendragsyta. Medelhöjden är 70 meter över havet och ytan är 6,79 kvadratkilometer. Räknas de 3 avrinningsområdena uppströms in blir den ackumulerade arean 56,9 kvadratkilometer. Tångån som avvattnar avrinningsområdet har biflödesordning 2, vilket innebär att vattnet flödar genom totalt 2 vattendrag innan det når havet efter 266 kilometer. Avrinningsområdet består mestadels av skog (49 procent), öppen mark (18 procent) och jordbruk (23 procent). Avrinningsområdet har 0,55 kvadratkilometer vattenytor vilket ger det en sjöprocent på 8,1 procent.